# E. Roger Muir
Ernest Roger Muir (16 décembre 1918 - 23 octobre 2008) était un producteur de télévision américain d'origine canadienne ayant créé plusieurs programmes de télévision et jeux télévisés. Il était le créateur et le producteur exécutif du programme pour enfants Howdy Doody, diffusé de 1947 à 1960.

## Jeunesse et études
Muir est né en Alberta, au Canada, le 16 décembre 1918 et a déménagé à Minneapolis alors qu'il était enfant. Il était diplômé de l'Université du Minnesota où il avait étudié la photographie. Il servit dans l'armée américaine pendant la Seconde Guerre mondiale, affecté à une unité de production cinématographique.

## Carrière
Il est embauché par NBC après la guerre, sur la recommandation d'un camarade soldat qui avait travaillé pour le réseau avant la guerre. 
À NBC, il produit ou réalise des émissions telles que Who Said That ? , dans lequel des journalistes et des célébrités s'affrontent pour identifier la source de citations issues des actualités. Il y eut également d'autres programmes comprenant The NBC Opera, The Wide, Wide World et Your Hit Parade .
Muir produit The Howdy Doody Show, lors de sa diffusion sur NBC de 1947 à 1960.
En 1948, Muir a conçu un épisode dans lequel Howdy Doody se présentait à la Présidence des garçons et des filles aux élections de novembre sur la base d'un programme proposant deux Noëls et un jour d'école par an, davantage de photos dans les livres d'histoire et des sucettes gratuites, entre autres promesses. En réponse, l'émission reçut des milliers de demandes de pins de campagne Howdy Doody. L'émission fut annulée en 1960 et Muir observera que les annonceurs préféraient dépenser leur budget à atteindre les adultes plutôt que les enfants puisque les adultes pouvaient offrir un retour plus immédiat sur leurs dépenses publicitaires. NBC choisit alors Shari Lewis pour occuper ce créneau dans la grille des programmes. 
En 1961, Muir s'associe à Bobby Nicholson pour former une société de production, Nicholson-Muir Productions. C'est sous cette bannière commune qu'ils créent et/ou produisent un certain nombre de jeux télévisés, dont Concentration , initialement produit par Jack Barry et Dan Enright, puis par Mark Goodson et Bill Todman ; The Newlywed Game, produit par Chuck Barris ; Pay Cards ! et sa suite, Super Pay Cards ; Matches 'n Mates ; Give-n-Take ; Spin-Off ; et The Shopping Game . Muir a également coproduit The New Howdy Doody Show avec Nicholson. L'émission a été diffusée en association en 1976 et 1977. Le duo a également créé le jeu télévisé le plus ancien du Canada, Definition, qui a été diffusé de 1974 à 1989.

## Décès
Muir mourut à l'âge de 89 ans des suites d'un accident vasculaire cérébral le 23 octobre 2008 (moins de deux mois avant son 90e anniversaire), près de son domicile à Wolfeboro, dans le New Hampshire. Il laisse dans le deuil son épouse, son fils, cinq petits-enfants et un arrière-petit-enfant. 